# Pedro Esteve
Pedro Esteve (Barcellona, 1865 – 1925) è stato un anarchico, giornalista e editore spagnolo naturalizzato statunitense.

## Biografia
Nato a Barcellona, si unì agli anarchici catalani e scrisse per il giornale anarchico El Productor. Emigrò negli Stati Uniti nel 1890 e fu coinvolto nell'organizzazione di marinai, minatori e produttori di sigari a New York, Colorado e Florida. Curò i giornali anarchici americani La Questione Sociale e Cultura Obrera. Sposò l'anarchica Maria Roda e lavorò spesso con Emma Goldman che fu sua traduttrice.